# 甘珠尔巴格西活佛
甘珠尔巴格西活佛，驻锡内蒙古自治区阿拉善盟阿拉善左旗巴彦浩特镇的延福寺，是藏传佛教格鲁派的活佛系统。

## 沿革
第一至三世甘珠尔巴格西活佛均为藏区散川（音译）地玛札关布寺（一作“地玛札闫布寺”）高僧。清朝道光八年（1828年），阿拉善亲王玛哈巴拉迎请第三世甘珠尔巴格西活佛来到延福寺，嘉庆年间封其为“莫日根堪布”。此后该活佛系统便在延福寺传承，成为延福寺的寺主活佛。

## 历世甘珠尔巴格西活佛
以下不计追认，列出历世甘珠尔巴格西活佛：
| 世数   | 生年   | 确认年份 | 卒年   | 汉文姓名                              | 蒙古文姓名 |
| ------ | ------ | -------- | ------ | ------------------------------------- | ---------- |
| 第一世 | ？     | —        | ？     | 吉布增罗布生图布登旺舒格              |            |
| 第二世 | ？     | ？       | ？     | 甘珠尔巴格西·甲木英黑都布却吉甲木苏   |            |
| 第三世 | ？     | ？       | ？     | 甘珠尔巴格西·吉布增罗布生嘎拉森达尔吉 |            |
| 第四世 | ？     | 1873年   | 1944年 | 甘珠尔巴格西·阿旺却吉甲木苏           |            |
| 第五世 | 1946年 | ？       | 在世   | 甘珠尔巴格西·阿旺图布登尼玛           |            |